# Walter J. Ong
Walter Jackson Ong (30 de novembro de 1912 - 12 de agosto de 2003) foi um sacerdote norte-americano, membro da Companhia de Jesus, professor de literatura inglesa, filósofo, historiador nos campos cultural e religioso e um dos principais intelectuais do século XX. Desenvolveu importantes estudos no campo da oralidade e da escrita, explorando as mudanças culturais e psicológicas ocorridas na transição entre ambas. Em 1978, foi eleito presidente da Modern Language Association of America.

## Biografia

### Infância e Juventude
Ong nasceu em Kansas City, em Missouri. Foi criado como católico, mesmo seu pai sendo protestante, a religiosidade de sua mãe prevaleceu. Walter Ong estudou ao longo de sua vida em escolas católicas e jesuítas se especializando em latim mas também obtendo bons resultados em biologia e filosofia.Conquistou o seu primeiro diploma universitário, em língua latina, aos 16 anos.

### Vida Estudantil e Acadêmica
Em 1929, formou-se em Rockhurst High School e, quatro anos depois aos 21 anos, recebeu diploma de bacharel em artes pela Rockhurst College. Durante seu tempo em Rockhurst College, fundou uma fraternidade católica, Alpha Delta Gamma. Trabalhou com impressão e publicação antes de ingressar no noviciado dos jesuítas no ano de 1935, em Florissant. Dois anos após seu estudo religioso, o estudioso foi enviado para aprimorar seu estudos na área de humanas na Saint Louis University onde, posteriormente em 1941 , completou seu mestrado em Inglês orientado por Marshall McLuhan . Ong também se diplomou em Filosofia e Teologia Sacra pela Saint Louis University. Foi ordenado padre em 1946. 
Em 1955, recebeu seu Ph.D. em Inglês pela Universidade de Harvard. Após isso, lecionou por 30 anos em Saint Louis University, se dedicando também à palestrar ao redor do mundo. Lá foi homenageado com a mais alta honraria: a Espada de Inácio de Loyola, em 1993. Em 1997 recebeu o prêmio Lifetime Achievement, atribuído pela Conferência Americana de Cristianismo e Literatura. Durante sua carreira teve seus livros publicados em mais de 400 edições, em todo o mundo, e os seus ensinamentos citadas em mais de dois mil trabalhos.
Walter Ong morreu no dia 12 de Agosto de 2003, aos 90 anos, em Saint Louis, Missouri.

## Influências
Walter J. Ong se utilizou de diversas fontes para os seus estudos e de cada uma retirou algo diferente para acrescentar a seu trabalho, entre eles, a ideia do linguista e filósofo suíço1 Ferdinand de Saussure de que a escrita é um complemento do discurso oral. Henry Sweet, especialista em línguas germânicas, também contribuiu para o trabalho de Ong, com seus estudos sobre as palavras, que são feitas não por letras, mas por unidades sonoras ou fonemas. Ong também foi orientando de Marshall McLuhan na sua tese de mestrado sobre língua inglesa na Saint Louis University (SLU), em que ambos pesquisaram a respeito das operações mentais efetuadas na oralidade e na cultura escrita. Posteriormente, Mcluhan mencionou Ong no seu clássico livro A Galáxia de Gutenberg. Jack Goody, cientista social e antropólogo inglês, que estudou a passagem de um estado de consciência a outro mais elaborado e complexo, Lévi-Strauss, com sua pesquisa sobre o “pensamento selvagem” e suas transformações para outros raciocínios mais elaborados são outras personalidades que tiveram grande influência para o trabalho de Ong, além de Pierre de la Ramée que foi quem iniciou os  pensamentos que o filósofo desenvolveu em suas obras.

### Principais interesses
Em seus aprofundamentos e estudos na área da comunicação, Walter Ong demonstrou grande interesse por assuntos relacionados a oralidade e a transição de culturas orais para culturas escritas além de um estudo sobre a importância da invenção do impresso e de uma posterior cultura eletrônica.

### Principais livros

#### Ramus: Método, e a decadência do Diálogo (1958)
Em sua obra Ramus: método e decadência do diálogo, Walter Ong realiza uma certa antecipação quanto a abordagem da transformação da oralidade com a cultura escrita, aproveitando a obra de Louis Lavelle “Fala e Escrita” (1942). Trata-se de fato do estudo e da prática da retórica, predominante na cultura oral. O autor destaca a limitação sofrida no discurso retórico enquanto suas regras são formatadas na escrita, considerando que esta paralisa a vitalidade da língua falada. Deste modo, aproveitando-se do discurso de Havelock (1995) afirma que “o diálogo oral, em suas próprias palavras, quando tabulado sob essa forma para fins educativos, simplesmente deteriora-se”, tornando-se assim um expoente quando o assunto se refere ao embate oral/escrito estimulando o aprimoramento no estudo da área . Um exemplo disto foi a publicação de "A Galáxia de Gutenberg" por seu mentor de pós-graduação, Marshall McLuhan.

#### A Presença da Palavra (1967)
A Presença da Palavra: Alguns Prolegômenos para a História Cultural e Religiosa (1967) é um estudo desbravador em estudos culturais e ecologia da mídia de Walter Ong na Universidade de Yale. 
Um dos temas dominantes nos estudos modernos da cultura humana têm sido o impacto que os meios de comunicação e as comunicações têm sobre as pessoas e sociedades. Walter J. Ong, desenvolve suas análises atenciosamente  e cuidadosamente pesquisando sobre a relação entre mídia e comunicações. Fazendo uma  exploração da natureza e da história da palavra em algumas de suas dimensões sociais, psicológicas, literárias, fenomenológica e religiosa argumenta que a palavra é inicialmente aural e, em última análise permanece sempre som, que não pode ser reduzida a qualquer outra categoria . 
Ong afirma que o som é essencialmente uma fonte de evento manifestado e presença pessoal, e sua análise descritiva do desenvolvimento dos meios de expressão verbal, a partir de suas fontes orais através da transferência para o mundo visual e, em seguida, aos meios contemporâneos de comunicação eletrônica, mostra que a situação da palavra humana é a situação do próprio homem. Examinando a estreita aliança da palavra falada com o sentido do sagrado, particularmente na tradição Hebreo-cristã, ele revela que, em um mundo onde a presença penetrou no tempo e no espaço, como nunca antes, o homem moderno deve encontrar o Deus, que se deu na Palavra, que leva o homem mais para o mundo do som do que de vista.

#### Lutando pela Vida (1981)
Publicado em 1981, com 260 páginas, “Lutando pela Vida: Contexto, Sexualidade e Consciência” expõe as conclusões do estudo de um ano de Ong sobre as estruturas agonísticas que atravessam os mundos biológicos, sociais e noéticos; além de desenvolver observações sobre as polêmicas de “A Presença da Palavra”. 
O livro também aborda temas como os entusiastas fanáticos por esportes, a popularidade da imagem de “macho” e as incessantes lutas inúteis de Dom Quixote, entre outros, através de insights sobre o papel da concorrência na vida do ser humano, defendendo a ideia de que a vida humana é afetada pela competição.
Contudo, a obra demonstra a importância da competição na vida biológica e no desenvolvimento da consciência para fora do inconsciente e expõe como o processo de adversidade afetou a história linguística, intelectual e social. Discute modificações nos padrões de competição em áreas como esporte, política, negócios, universidades e religião. Conclui que a interiorização das unidades agonísticas do homem pode favorecer uma mais profunda descoberta de si mesmo e uma liberdade distintamente humana.

#### Oralidade e Cultura Escrita (1982)
No livro "Oralidade e Cultura Escrita: A tecnologização da Palavra", Walter Ong desenvolve um relato sobre a cultura oral, as mudanças psicológicas e as formas de expressão ocorridas após a invenção do impresso. Destaca também a importância que passou a ser dada à cultura oral nos estudos linguísticos (principalmente a partir da década de 60), conforme foi se desenvolvendo uma cultura altamente tecnológica. Além disso, passou-se a estudar cada vez mais a dinâmica entre a verbalização oral primária e a verbalização escrita. Um exemplo da análise dessa relação, segundo Ong, são os estudos literários iniciados por Milman Parry sobre a natureza oral presente nas obras Ilíada e Odisseia de Homero. Para Ong, o estudo das mudanças da interação entre oralidade e escrita possibilitam o entendimento não só dessas formas de comunicação, mas também ajudam a entender a cultura impressa e posteriormente da cultura eletrônica. O autor destaca ainda a importância primordial da oralidade, pois ela é a base para todos os meios de comunicação. Relata também que a escrita (que surgiu da criação de um sistema visível de marcações) potencializa a linguagem, transforma as maneiras de pensar (quando amplamente difundidas na sociedade) e que, a partir dela, a linguagem passou a ocupar um papel de objeto de estudo científico. Essa concentração do saber causou consequências para a psicodinâmica das culturas orais primárias, pois após a pertença a uma cultura escrita os indivíduos não seriam capazes de recuperar a percepção sobre o que são as palavras para os povos exclusivamente orais, já que após esse aprendizado, quando ouvem uma palavra, todas as pessoas associam automaticamente ela em sua forma escrita (e não como na oralidade primária, em que a forma física da palavra era o som). Devido a isso, a palavra possui um poder muito maior para culturas estritamente orais. A lembrança também é de extrema importância, pois não havia outras maneiras de acumular o conhecimento, que era feito nessas condições, através de fórmulas e padrões mnemónicos.
Para Walter Ong, toda oralidade está destinada a produzir escrita. Segundo ele, uma das mais importantes contribuições da cultura escrita é o fato de que ela resgata memória, podendo assim ser utilizada para reconstruir a consciência humana primitiva que não foi afetada pela escrita, por exemplo. O autor relata que Sócrates afirmou em nome de Platão que a escrita é inumana, pois ela tenta estabelecer fora da mente o que na realidade só pode estar dentro dela. Outro argumento levantado é o de que, segundo Platão, a escrita destrói a memória, pois teoricamente as pessoas que as usam, se apoiam somente nesse recurso externo para o que lhes falta internamente (argumentos também utilizados contra o uso do computador). Segundo Ong, essas opiniões mostram-se contraditórias, pois para expor essas ideias, elas tiveram de ser impressas. A escrita, assim como o computador, é uma tecnologia, no entanto, ela representa a mudança mais drástica de todas, pois é o início de um fato que outras tecnologias apenas continuaram: o afastamento da palavra daquele que a fala. Outras diferenças entre as duas formas de comunicação é que para a oralidade é determinante a forma como as palavras são expressadas para o entendimento das mesmas. Já a escrita é mais rigorosa devido a existências de regras e padrões utilizados para compensar a falta de contexto existente. Walter Ong também destaca a importância da invenção do impresso.  Segundo ele, o impresso reforça e transforma as mudanças  de pensamento ocorridas devido a invenção da escrita. Essa nova invenção foi responsável pela saída da retórica do centro da educação acadêmica, pois os textos impressos se tornaram muito mais fáceis de serem lidos devido ao desenvolvimento de índices e desenhos impressos,por exemplo. O processo de leitura começou a se tornar uma ação individual,criando assim a percepção de privacidade pessoal,uma das principais características da sociedade moderna. O autor destaca também que devido as novas tecnologias eletrônicas ocorreu uma transformação da expressão verbal  devido a intensificação da impressão e do aprofundamento da espacialização da palavra.

#### Uma Leitura: Ong (2002)
“Uma Leitura: Ong” se trata da união dos mais notórios artigos de Ong em um único livro. Os revisores Farrel e Soukup souberam selecionar as relíquias do autor. Uma coleção de seiscentas páginas que englobam a tríade do aprendizado – retórica , gramática e dialética – altamente inspirado em McLuhan, seu mentor, e os artigos nos mostram o contexto da época da universidade de St. Louis.

## Obra e legado
Walter Ong teve grande preocupação em suas obras com o impacto na cultura e educação com a mudança da oralidade para a alfabetização. A escrita é também uma tecnologia, e, como tal, é capaz de reestruturar completamente nossa consciência. Quando apresentada a uma "cultura primária oral" (que nunca conheceu escrita), por exemplo, esta tecnologia causa grandes impactos em todas as áreas da vida.
Muitos dos efeitos da introdução da tecnologia da escrita estão relacionadas com o fato de que as culturas orais requerem estratégias de informação preservadas mesmo na ausência da escrita. Estas incluem, por exemplo, a dependência de provérbios ou sabedoria concentrada para tomada de decisões, a poesia épica, cultura e heróis estilizados. A escrita faz com que essas características não sejam mais necessárias, e introduz novas estratégias de armazenar material cultural.
As culturas, em determinado momento variam ao longo do tempo entre oralidade completa e alfabetização plena. Ong distingue entre culturas primárias orais (as que nunca souberam escrever), culturas com a alfabetização de artesanato (como escribas), e culturas em uma fase de transição da oralidade para a alfabetização, em que algumas pessoas sabem da escrita, mas são analfabetos - estas culturas têm "oralidade residual".
Juntamente com outros teóricos do Meio, como J. C. Carothers, Eric Havelock, Jack Goody, Ian Watt, A. R. Luria, H. L. Chaytor, Elizabeth Eisenstein, Edmund Carpenter, Tony Schiwatz e Daniel Boorstin , compartilha uma visão comum da história da comunicação em geral, tais como diferenças de época entre as sociedades orais e letrados, que a impressão foi muito mais impactante do que a escrita mecanizada, e que a era eletrônica é, dramaticamente, diferente da época de impressão. Eles trataram de diferentes territórios, escolheram diferentes enfoques e tiraram diferentes conclusões. Entretanto, quando seus argumentos e análises são pegos juntos, aparece uma surpreendente consistência e uma clara imagem do potencial de interação de meios de comunicação e das culturas emergentes.

## Publicações

### Livros
- Frontiers in American Catholicism: Essays on Ideology and Culture., New York: Macmillan, 1957.
- Ramus and Talon Inventory: A Short-Title Inventory of the Published Works of Peter Ramus (1515-1572) and of Omer Talon (ca. 1510-1562) in Their Original and in Their Variously Altered Forms, with Related Material: 1. The Ramist Controversies: A Descriptive Catalogue. 2. Agricola Check List: A Short-Title Inventory of Printed Editions and Printed Compendia of Rudolph Agricola's Dialectical Invention (De Inventione Dialectica)., Cambridge: Harvard UP, 1958.
- Ramus, Method, and the Decay of Dialogue: From the Art of Discourse to the Art of Reason., Cambridge: Harvard UP, 1958.
- American Catholic Crossroads: Religious-Secular Encounters in the Modern World., New York: Macmillan, 1959.
- The Barbarian Within, And Other Fugitive Essays and Studies., New York: Macmillan, 1962.
- In the Human Grain: Further Explorations of Contemporary Culture., New York: Macmillan, 1967.
- The Presence of the Word: Some Prolegomena for Cultural and Religious History., New Haven and London: Yale UP, 1967.
- Rhetoric, Romance, and Technology: Studies in the Interaction of Expression and Culture., Ithaca and London: Universidade Cornell, 1971.
- Why Talk? A Conversation About Language with Walter J. Ong, conducted by Wayne Altree., San Francisco: Chandler and Sharp, 1973.
- Interfaces of the Word: Studies in the Evolution of Consciousness and Culture., Ithaca and London: Cornell UP, 1977.
- Fighting for Life: Contest, Sexuality, and Consciousness., The Messenger Lectures on the Evolution of Civilization, Universidade Cornell, 1979.
- Orality and Literacy: The Technologizing of the Word., New Accents Series. London and New York: Methuen, 1982.
- Hopkins, the Self, and God., Universidade de Toronto, 1980.
- Faith and Contexts: Vol 1.,Vol. 1 of 3 vols. Ed. Thomas J. Farrell and Paul A. Soukup. Intro. Farrell. Atlanta: Scholars P, 1992.
- Faith and Contexts: Vol 2.,Vol. 2 of 3 vols. Ed. Thomas J. Farrell and Paul A. Soukup. Atlanta: Scholars P, 1992.
- Faith and Contexts: Vol. 3.,Vol. 3 of 3 vols. Ed. Thomas J. Farrell and Paul A. Soukup. Atlanta: Scholars P, 1995.[13]